# Choix des plus belles fleurs
Choix des plus belles fleurs o Selecció de les flors més boniques o Selecció de les més belles flors i algunes branques dels més bells fruits és un llibre de dibuixos d'aquarel·la per l'artista francès Pierre-Joseph Redouté. Té 144 dibuixos en plaques de coure en la reproducció del color.
El títol complet en francès és Choix des plus belles fleurs et de quelques branches de plus beaux fruits. "Dedie à LL. AA. RR. Els princesses Louise et Marie d'Orléans (1827)". Una edició en foli es va imprimir amb pàgines a color a París el 1827.
A partir de maig 1827 fins a juny 1833 144 pàgines especials es van imprimir amb imatges. El treball consistia en 36 parts, cadascuna de les quatre contenien imatges de flors, arbres de flors o fruites.
Redouté era la meitat d'un segle de treball com a professor d'art per a les reines i princeses franceses. Es va dedicar el llibre de belles flors i fruits als seus alumnes les princeses Louise i Marie Christine d'Orléans.

## Més imatges

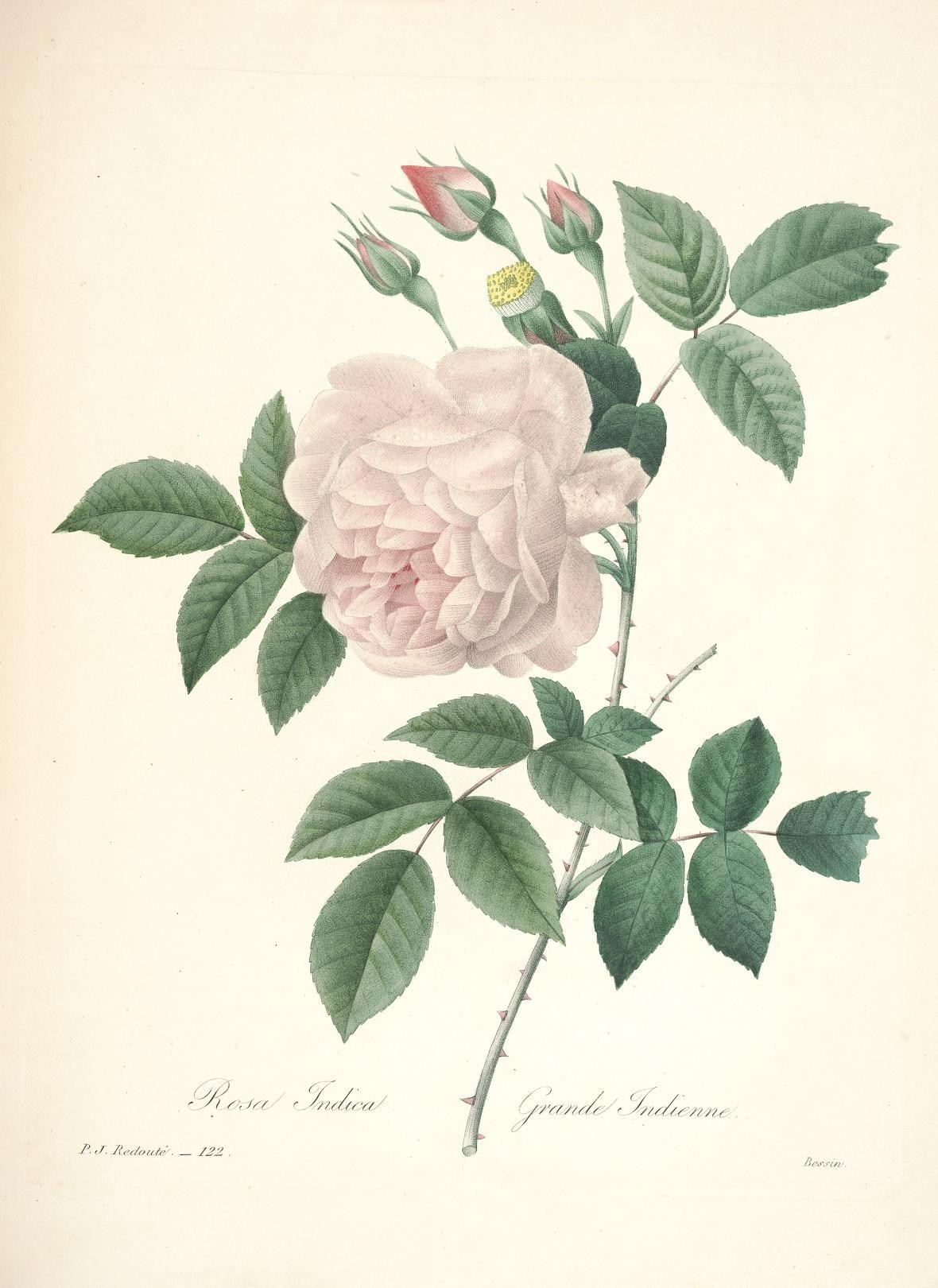
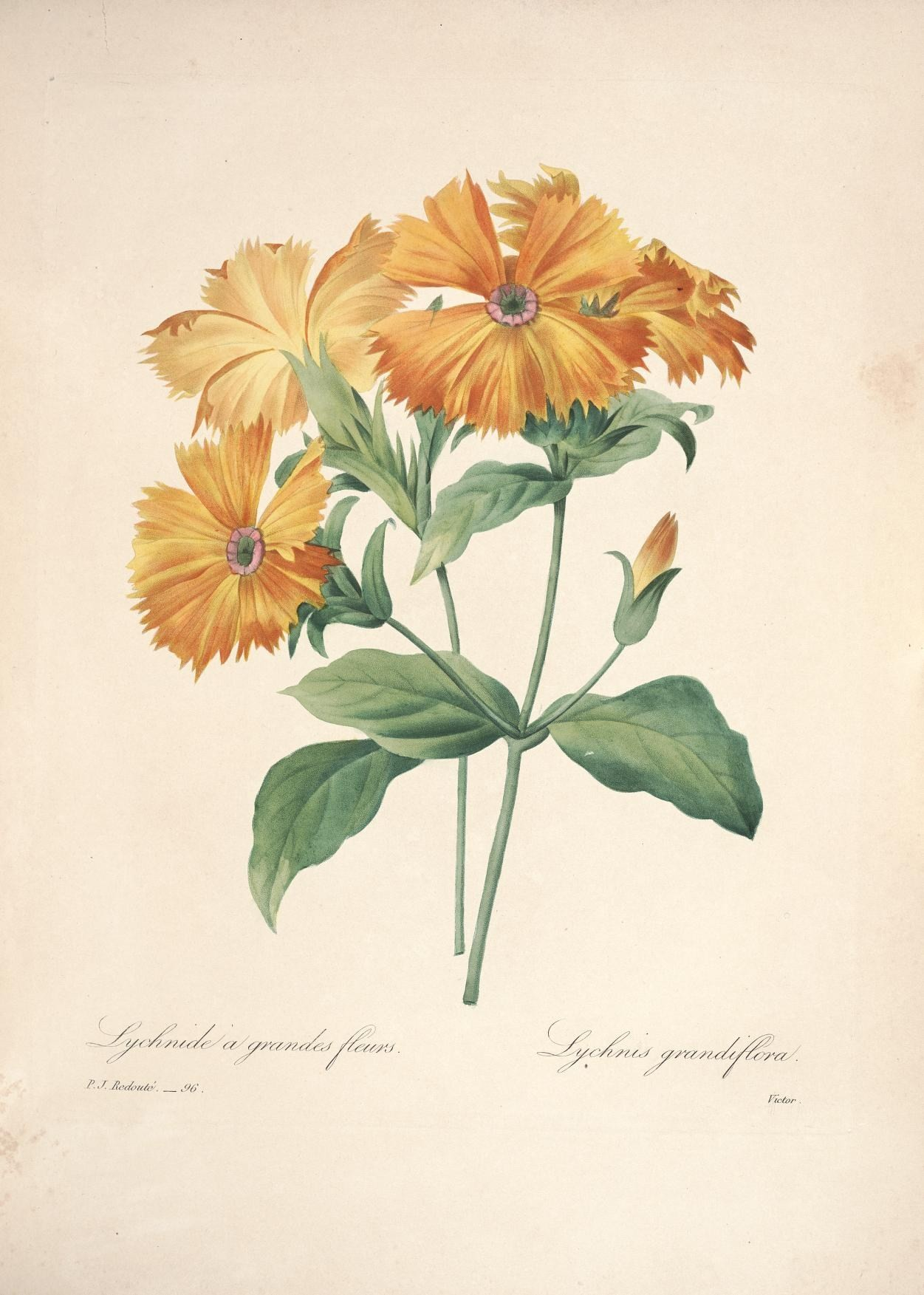
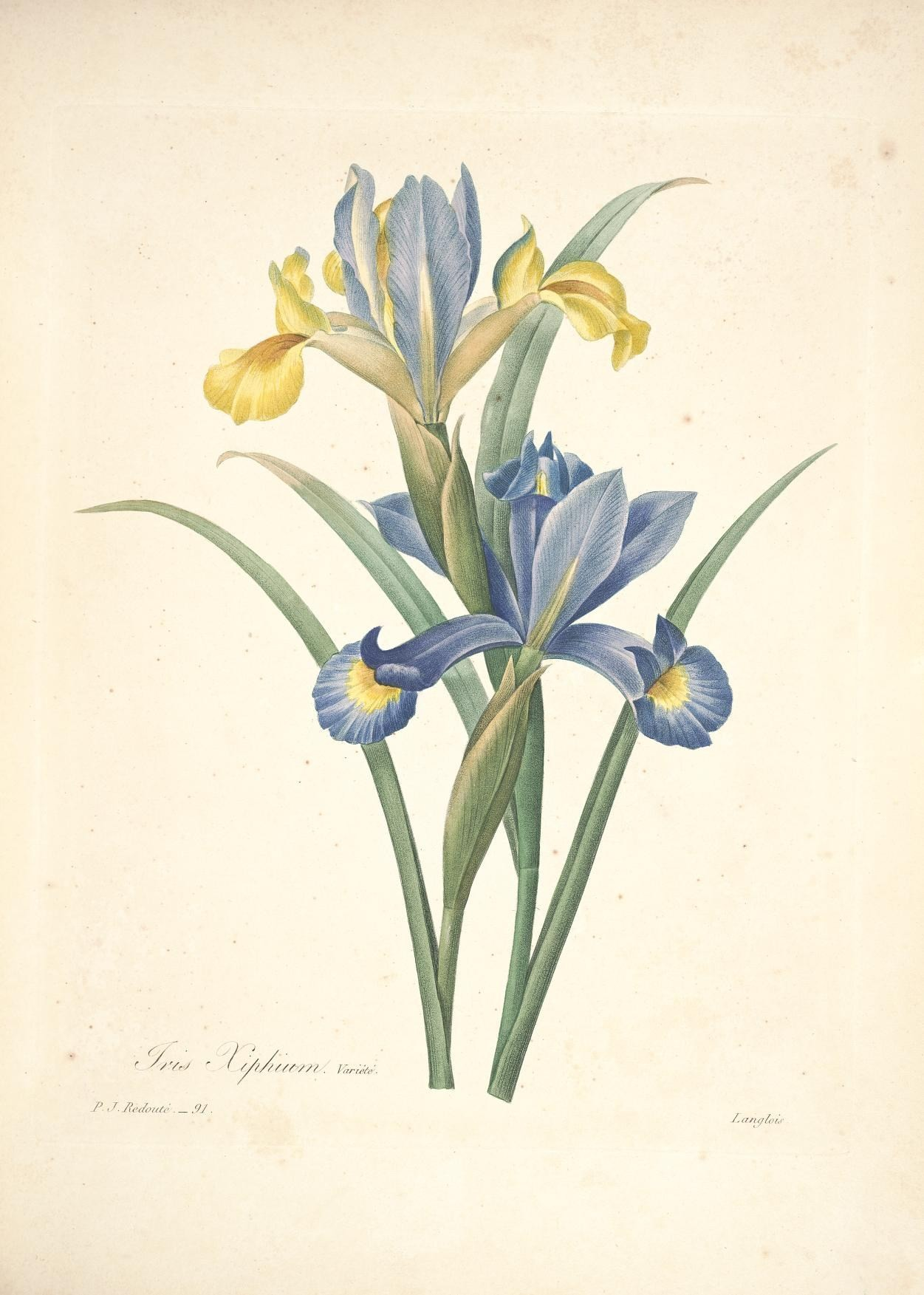
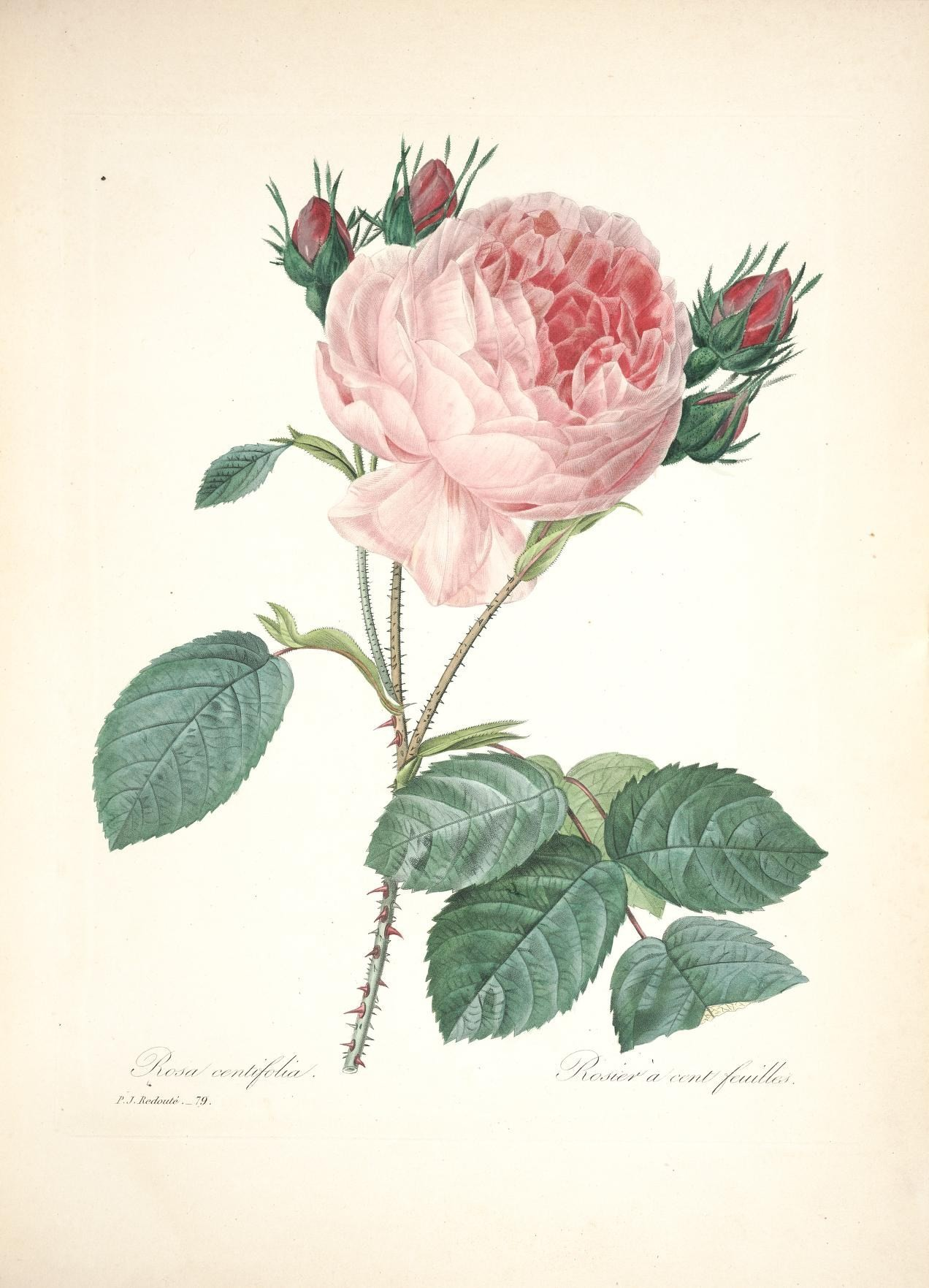
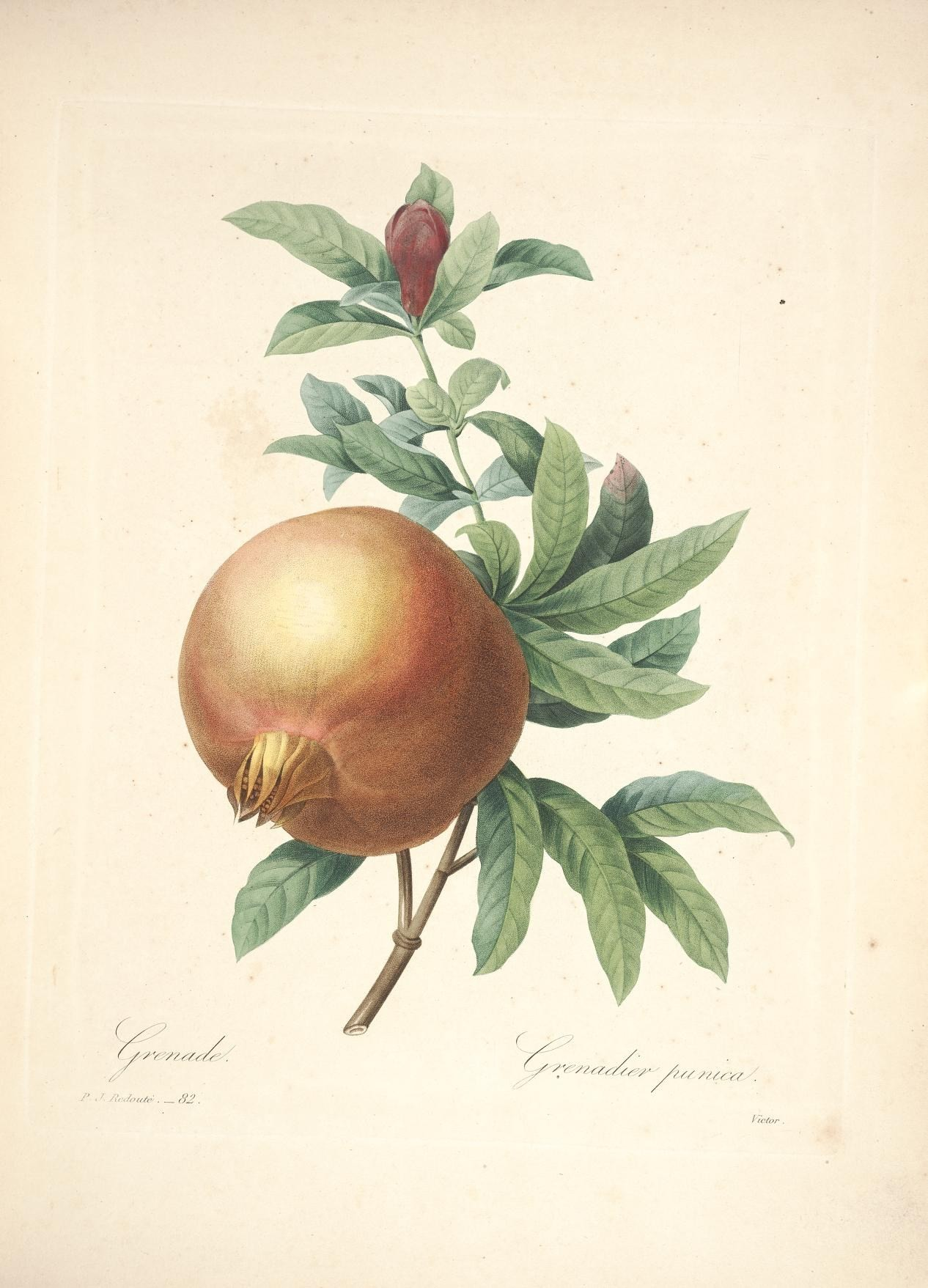
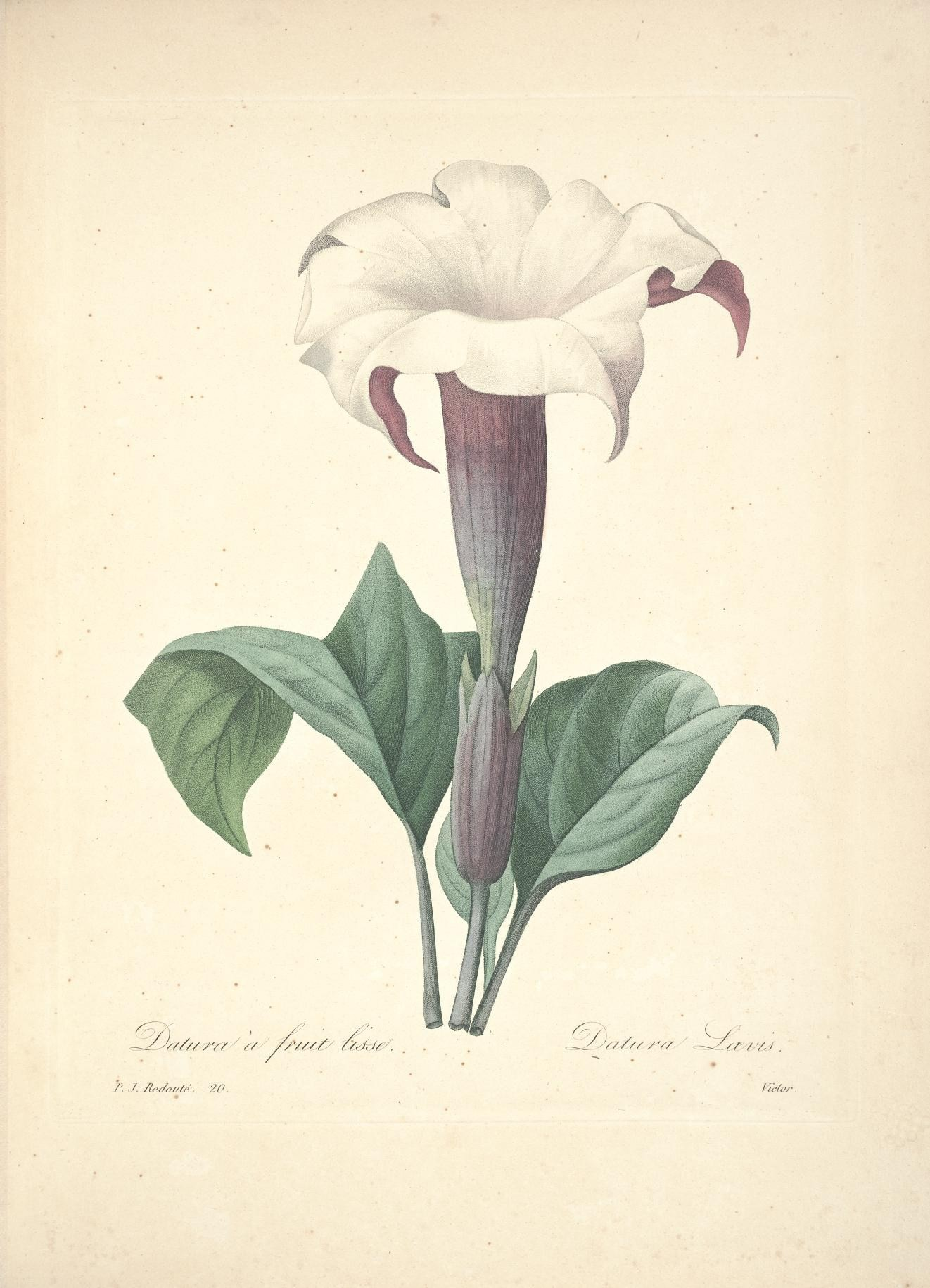
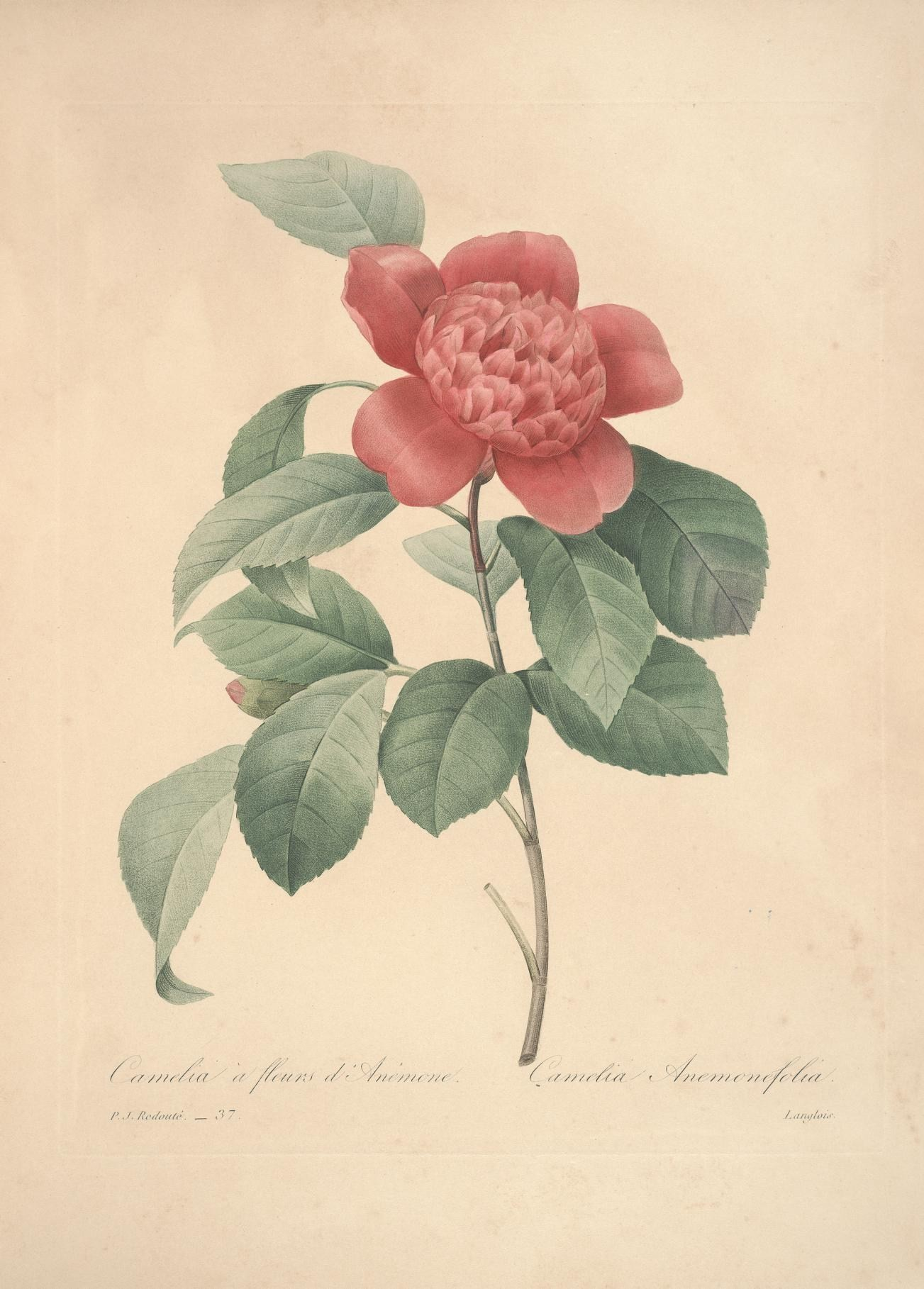
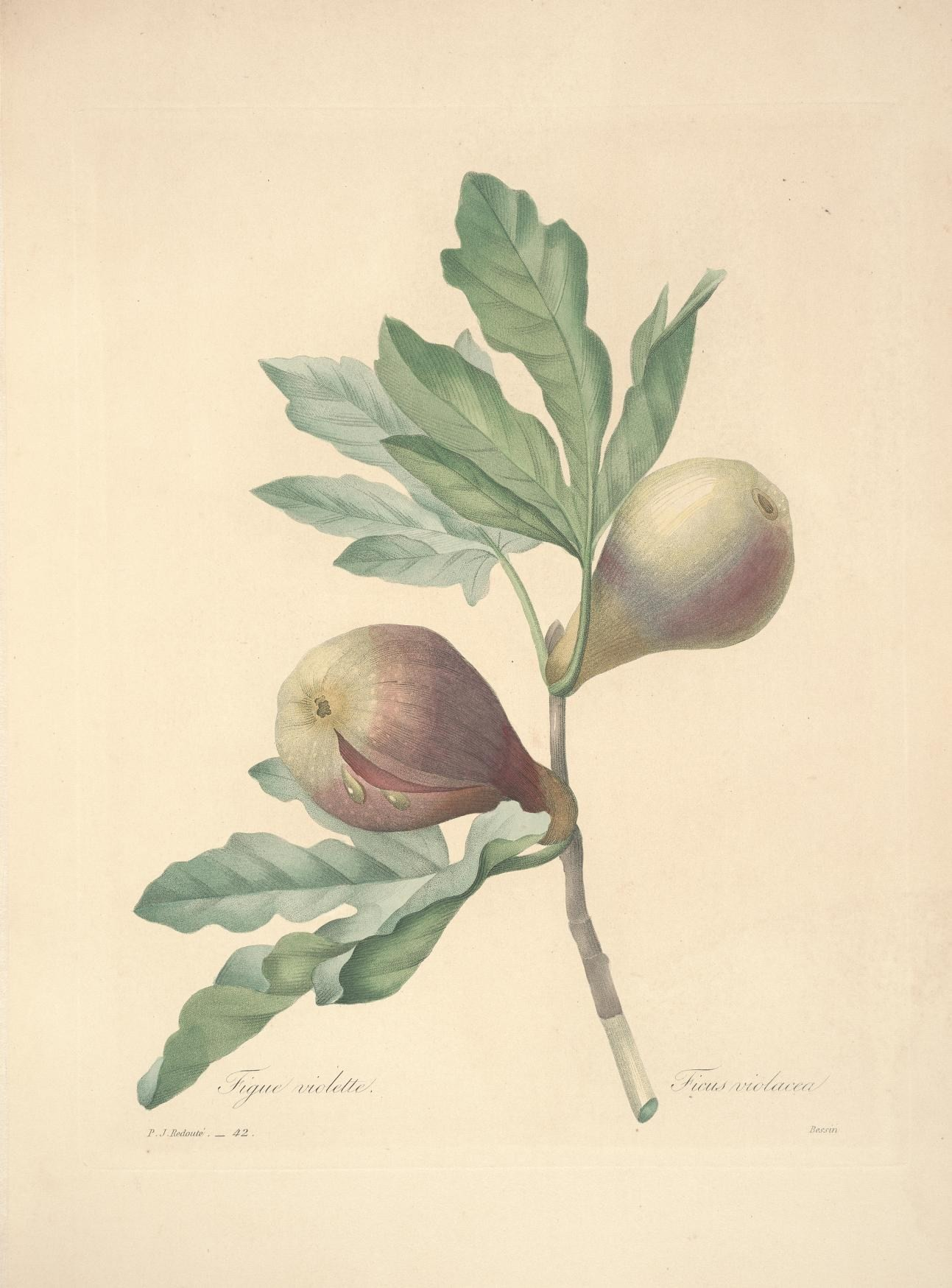
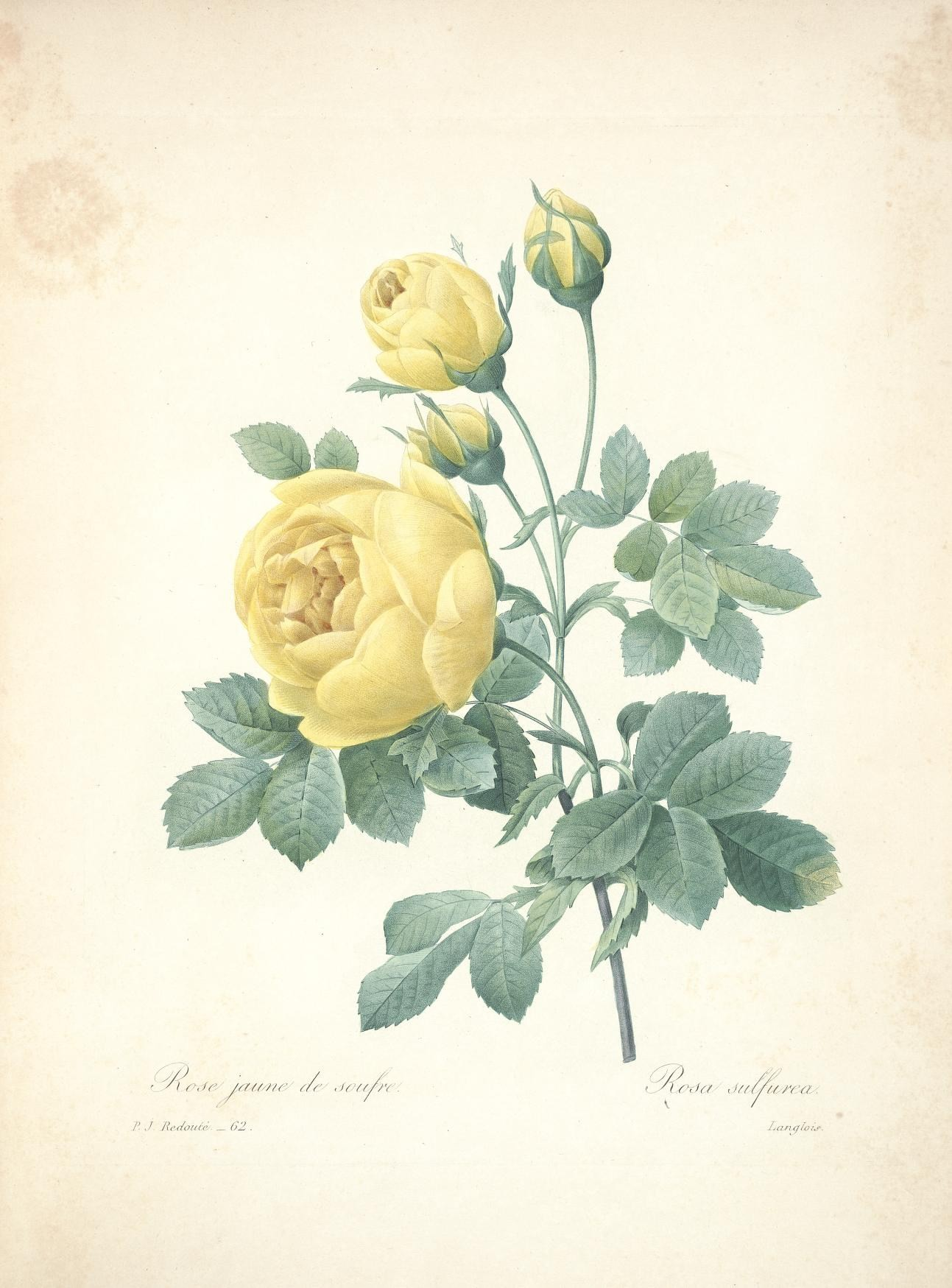
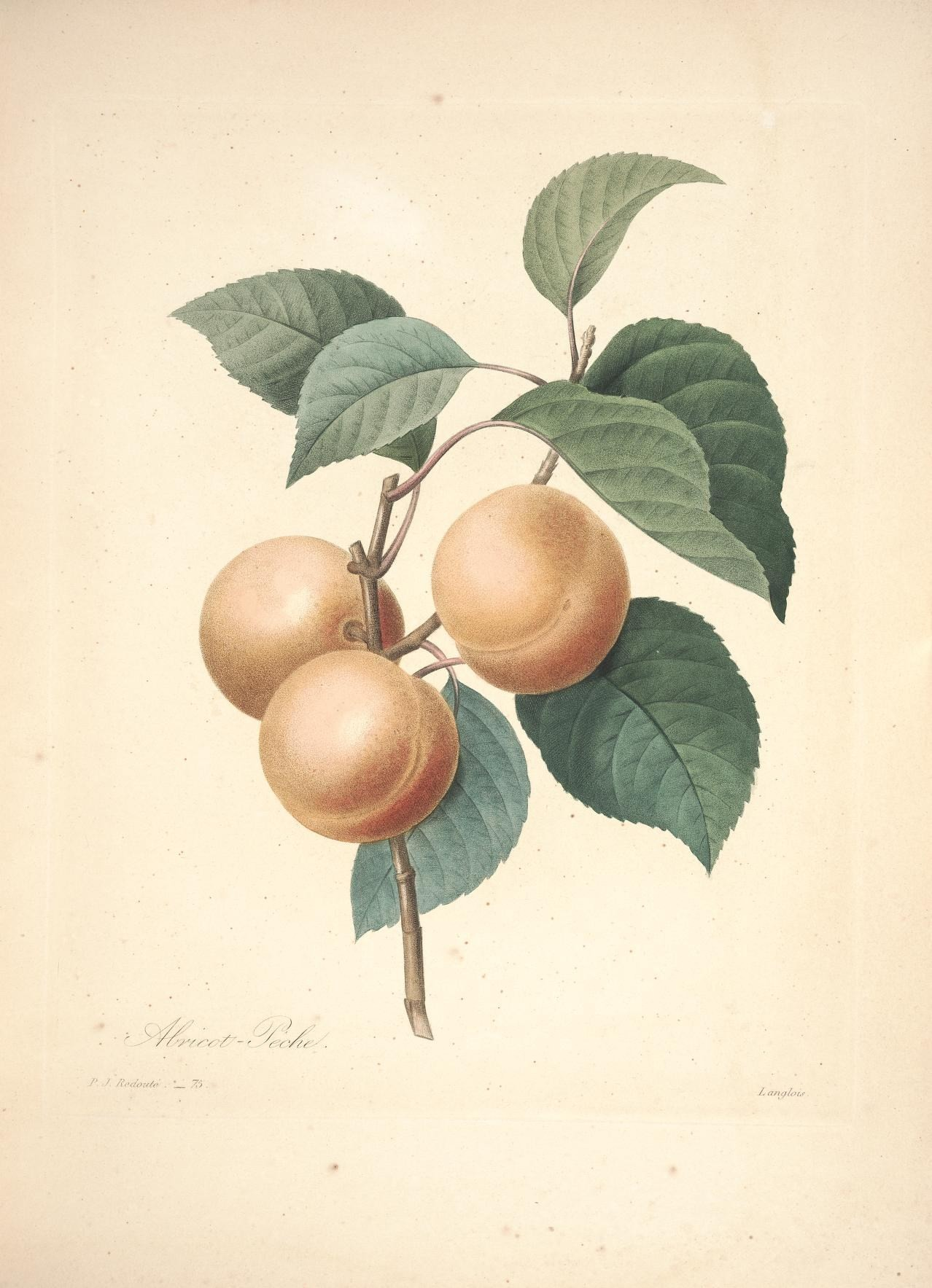
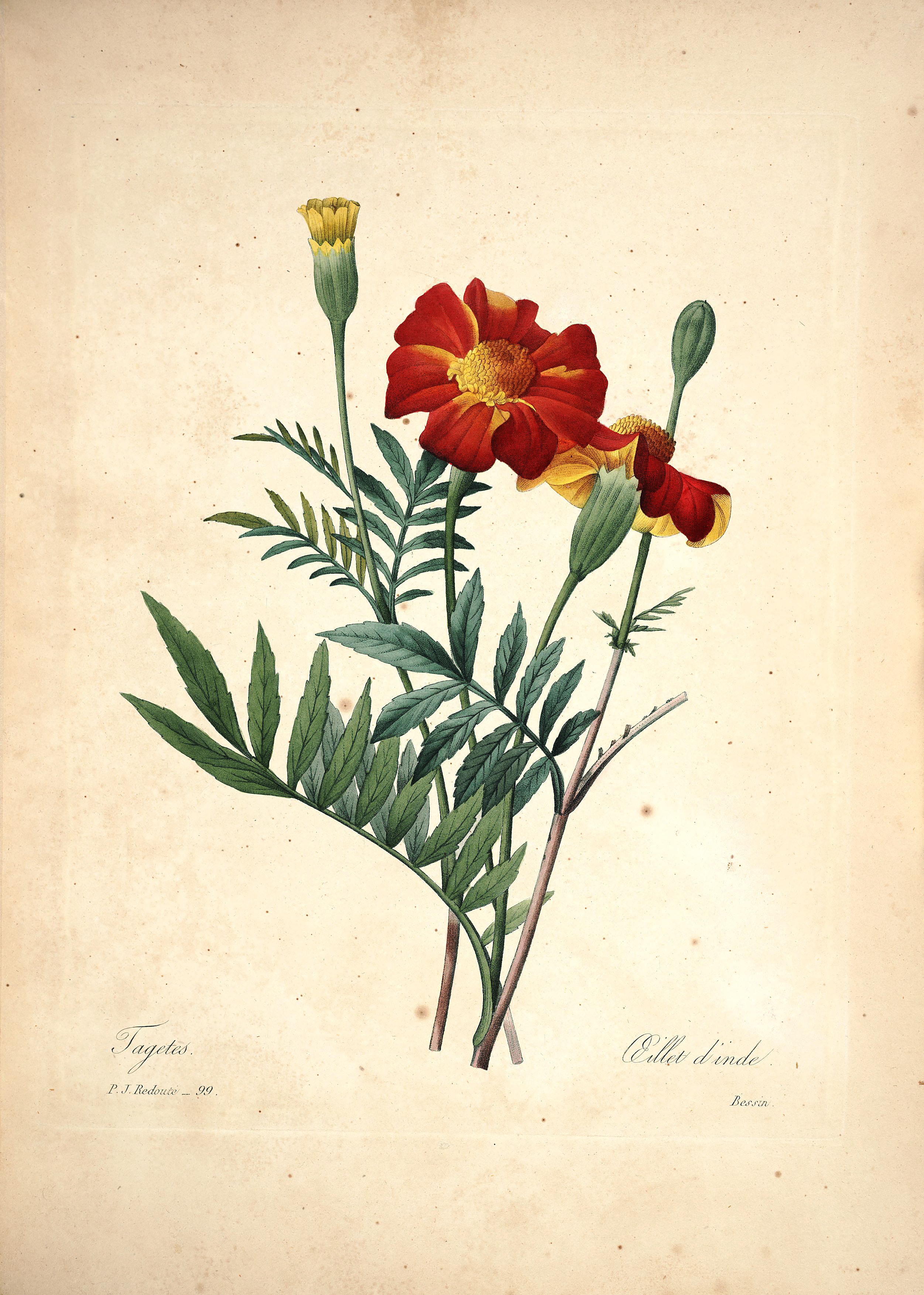

## Referéncies
1. ↑  «Gaudi. Redouté. Selección de las flores más bonitas. Selection of the most beautiful flowers».
2. ↑  [enllaç sense format] http://www.tematika.com/libros/arte__arquitectura_y_diseno--9/estetica--10/redoute--610658.htm%5BEnllaç+no+actiu%5D
3. ↑  «George Glazer Gallery - Antique Botanical Prints - Flower Prints from Redoute's Choix des Plus Belle Fleurs».
4. ↑  TASCHEN. «Redouté. Selección de las flores más bonitas». Arxivat de l'original el 2016-06-11. [Consulta: 30 maig 2016].
5. ↑  «Rare Book Room».